# 渡瀬ゆき
渡瀬 ゆき（わたせ ゆき、1960年2月14日 - ）は日本の元女優。本名：升本 由喜子（ますもと ゆきこ）。旧芸名：渡瀬 由喜子（わたせ ゆきこ）。
神奈川県鎌倉市出身。演劇集団 円研究所出身。舞プロモーションに所属していた。
現在は本名で映画、テレビプロデューサーとして活動している。松竹の元映画プロデューサーの升本喜年は実父。弁護士の升本喜郎は実弟。

## 来歴
早稲田大学中退後、劇団所属を経て1980年に「太陽にほえろ!」に本名でデビュー。その後「西部警察」にゲスト出演の際に渡哲也の命名で「渡瀬 由喜子」に改名。「渡瀬 ゆき」に再改名後の1983年から1987年まで、「太陽にほえろ!」でブルースこと澤村誠刑事（又野誠治）の妻・泉役でセミレギュラー出演。「太陽にほえろ!」終了後はプロデューサーに転じ、父・喜年が設立したプロダクション「梟雄舎」（きゅうゆうしゃ）に移籍。現在、同社代表取締役として数多くの作品制作の現場に立っている。
特技は英会話、ピアノ、ダンス。

## 出演歴

### テレビドラマ
- 太陽にほえろ!（NTV / 東宝）
  - 第403話「罪と罰」（1980年） - 高沢陽子 ※升本由喜子名義
  - 第562話「ブルース刑事登場!」（1983年） - 澤村泉
  - 第572話「青い鳥」（1983年） - 同上
  - 第586話「生と死の賭け」（1984年） - 同上
  - 第604話「戦場のブルース」（1984年） - 同上
  - 第631話「ロックとブルース」（1985年） - 同上
  - 第635話「いい加減な女」（1985年） - 同上
  - 第666話「父親ブルース」（1985年） - 同上
  - 第682話「揺れる生命」（1986年） - 同上
  - 第696話「正面18度」（1986年） - 同上
  - 第700話「ベイビー・ブルース」（1986年） - 同上
  - 第714話「赤ちゃん」（1986年） - 同上
  - 第718話「そして又、ボスと共に」（1986年） - 同上
  - 太陽にほえろ!PART2 第11話「神戸・愛の暴走」（1987年） - 同上
- 西部警察（ANB / 石原プロ）
  - 第48話「別離のブランデーグラス」（1980年） - 小林夕子 ※渡瀬由喜子名義
  - 第68話「地獄からの使者」（1981年） - 寺岡美雪 ※渡瀬由喜子名義
  - 第106話「午前11時、爆破!」（1981年） - 坂田の妹
- 俺はおまわり君 第9話「年頃の娘を持てば…」（1981年、NTV / ユニオン映画） ※渡瀬由喜子名義
- 遠山の金さん 第31話「大奥絵巻! 呪いの丑三つ刻」（1982年、ANB / 東映） - おさる
- 阪急ドラマシリーズ / 青春INGS ゆう子とヘレン 第15話「バラとタコ焼き」（1983年、KTV / 宝塚映画）
- 時代劇スペシャル / 仕掛人・藤枝梅安 第6弾「梅安岐れ道」（1983年、CX / 東宝）
- ザ・サスペンス / 狙われた女教師（1984年、TBS / 大映テレビ）
- 泳げ!第5コース（1986年、KTV / 宝塚映像） - 南和歌子

### 映画
- 修羅の群れ（1984年、東映）
- Wの悲劇（1984年、角川春樹事務所）

### その他
- モーニングアップル（1986年、KTV）

## プロデューサー歴

### テレビドラマ
- 金曜エンタテイメント 獣医・佐久間亜里 ペット誘拐殺人事件（1998年、フジテレビ・梟雄舎）プロデューサー
- 女と愛とミステリー 死蛍（しぼたる） 京女刑事・真行寺メイ翔ぶ!（2003年、テレビ東京/BSジャパン・松竹）プロデューサー
- 女と愛とミステリー 女の中の二つの顔（2004年、テレビ東京/BSジャパン・松竹）プロデューサー
- 女と愛とミステリー 京女刑事・真行寺メイ(2) 絹の道・殺人事件（2005年、テレビ東京/BSジャパン・松竹）プロデューサー
- 金曜エンタテイメント マイハウス〜夢の一戸建て争奪 戦争〜（2006年、フジテレビ・松竹）プロデューサー
- 月曜ゴールデン 追跡〜失踪人捜査官・石森新次郎（2008年、TBS・梟雄舎）プロデューサー
- ドラマW 朝食亭（2009年、WOWOW）プロデューサー
- 赤と黒のゲキジョー おばさん弁護士 町田珠子（2015年、フジテレビ・松竹）プロデューサー

### 映画
- ペンタの空（1991年）脚本
- 駆込み女と駆出し男（2015年）製作
- エリカ38（2019年）プロデューサー
- わが青春つきるとも 伊藤千代子の生涯（2022年）キャスティング